# Linus Straßer
Linus Straßer (* 6. November 1992 in München) ist ein deutscher Skirennläufer, der auf die Disziplinen Slalom und Riesenslalom spezialisiert ist. Seit August 2013 ist er Mitglied des Zoll-Ski-Teams und Wachtmeister der Bundeszollverwaltung.

## Biografie
Straßer bestritt seine ersten Rennen als Sechsjähriger im Skiurlaub in Tirol. Er war Mitglied des Kitzbüheler Ski-Clubs, ehe er als Zwölfjähriger zur Ski-Abteilung des TSV 1860 München wechselte. Im Alter von 15 Jahren ging er ab Dezember 2007 bei FIS-Rennen an den Start. Im Europacup kam er im Februar 2010 zum ersten Einsatz. Sein erstes FIS-Rennen gewann Straßer im Februar 2011, einen Monat später wurde er deutscher Slalom-Juniorenmeister. Verletzungsbedingt verpasste er die gesamte Saison 2011/12, während dieser Zeit schloss er sein Abitur ab. Im Januar 2013 gewann er ein weiteres Mal den deutschen Slalom-Juniorenmeistertitel.
Am 14. Dezember 2013 siegte Straßer zum ersten Mal in einem Europacuprennen, dem Parallelslalom von St. Vigil. Sein Weltcup-Debüt hatte er am 27. Oktober 2013 im Riesenslalom von Sölden, den er auf Platz 52 beendete. Ende März 2014 holte er den Titel des deutschen Riesenslalom-Meisters und die Bronzemedaille im Slalom. Zusammen mit Lena und Katharina Dürr sowie Thomas Dreßen gewann er mit der Mannschaft des Skiverbandes München auch den deutschen Meistertitel im Teamwettbewerb.
In der Saison 2014/15 gelangte Straßer regelmäßig im Weltcup zum Einsatz. Am 6. Januar 2015 fuhr er im Slalom von Zagreb auf den 20. Platz und gewann damit erstmals Weltcuppunkte; dieses Ergebnis egalisierte er fünf Tage später in Adelboden. Weitere Steigerungen gelangen ihm am 25. Januar mit Rang 14 im Weltcupslalom von Kitzbühel und am 27. Januar mit dem fünften Platz im Nachtslalom von Schladming. Aufgrund dieser guten Ergebnisse qualifizierte er sich für die Weltmeisterschaften 2015, wo er im Slalom auf den zehnten Rang fuhr. Beim Herren-Wettbewerb des City Events in Stockholm am 31. Januar 2017 gelang ihm der erste Weltcupsieg, vor Alexis Pinturault und Mattias Hargin.
In der Weltcup-Saison 2017/18 belegte Straßer bei beiden ausgetragenen City Events (am 1. Januar 2018 in Oslo und am 30. Januar 2018 in Stockholm) jeweils den dritten Rang. In seiner eigentlichen Kerndisziplin, dem Slalom, blieb er jedoch eher unauffällig im Mittelfeld und klassierte sich nur sporadisch unter den besten zehn. Besonders schlecht verlief für ihn die Saison 2018/19, als er elf Mal in Folge entweder ausschied oder sich nicht für den zweiten Durchgang qualifizieren konnte (insgesamt standen nur zwei zählbare Ergebnisse zu Buche). Er wurde aber trotzdem für die Weltmeisterschaften 2019 in Åre berücksichtigt, wo er mit Platz 4 im Mannschaftswettbewerb knapp eine Medaille verpasste. Im Winter 2019/20 verbesserten sich Straßers Leistungen und er klassierte sich dreimal unter den besten zehn. Nochmals deutlich verbessert zeigte sich Straßer in der Saison 2020/21. Am 6. Januar 2021 gelang ihm in Zagreb der erste Sieg in einem Weltcup-Slalom. Nur wenige Tage später konnte er am 10. Januar mit dem zweiten Platz in Adelboden seine gute Form bestätigen. Bei den Weltmeisterschaften 2021 gewann er mit der deutschen Mannschaft um Andrea Filser, Emma Aicher, Lena Dürr, Stefan Luitz und Alexander Schmid die Bronzemedaille.
Am 9. Januar 2022 sicherte sich Straßer mit dem dritten Platz im Slalom von Adelboden die Qualifikation für die Olympischen Winterspiele 2022. Er gewann am 25. Januar 2022 auf der Planai in Schladming das letzte Weltcuprennen der Herren vor den Spielen. In Peking selbst fuhr Straßer im Slalom auf Platz 7, während er im Riesenslalom ausschied. Zusammen mit Emma Aicher, Lena Dürr, Julian Rauchfuss und Alexander Schmid die Silbermedaille im Mannschaftswettbewerb. Beim Weltcupslalom am 27. Februar 2022 in Garmisch-Partenkirchen gelang ihm erneut ein Podestplatz. In der Saison 2022/23 wurde er bei den Slaloms von Madonna di Campiglio und Adelboden jeweils Vierter. Bei den Weltmeisterschaften 2023 blieb er ohne Medaille.
In der folgenden Saison 2023/24 gewann Straßer am 21. Januar 2024 den Slalom auf dem Ganslernhang in Kitzbühel, was sich für ihn aufgrund der engen Verbundenheit mit dem Ort wie ein Heimsieg anfühlte. Drei Tage später gewann er auch den Schladminger Nachtslalom. Drei zusätzliche Podestplätze im weiteren Verlauf der Saison reichten in der Disziplinenwertung für den zweiten Rang hinter dem Österreicher Manuel Feller.

## Auszeichnungen
- 2022: Silbernes Lorbeerblatt[9]

## Erfolge

### Olympische Spiele
- Pyeongchang 2018: 5. Mannschaftswettbewerb, 22. Riesenslalom
- Peking 2022: 2. Mannschaftswettbewerb, 7. Slalom, DNF Riesenslalom

### Weltmeisterschaften
- Vail/Beaver Creek 2015: 10. Slalom
- St. Moritz 2017: 12. Riesenslalom, 20. Slalom
- Åre 2019: 4. Mannschaftswettbewerb, 5. Alpine Kombination, 28. Slalom, 37. Abfahrt
- Cortina d’Ampezzo 2021: 3. Mannschaftswettbewerb, 15. Slalom
- Courchevel/Méribel 2023: 6. Mannschaftswettbewerb, 9. Slalom, 14. Parallelrennen
- Saalbach 2025: 3. Slalom, 5. Mannschaftswettbewerb, 8. Team-Kombination

### Weltcupwertungen
| Saison  | Gesamt | Gesamt | Riesenslalom | Riesenslalom | Slalom | Slalom | Kombination       | Kombination       | Parallel          | Parallel          |
| Saison  | Platz  | Punkte | Platz        | Punkte       | Platz  | Punkte | Platz             | Punkte            | Platz             | Punkte            |
| ------- | ------ | ------ | ------------ | ------------ | ------ | ------ | ----------------- | ----------------- | ----------------- | ----------------- |
| 2014/15 | 64.    | 104    | –            | –            | 21.    | 104    | –                 | –                 | –                 | –                 |
| 2015/16 | 114.   | 27     | –            | –            | 36.    | 27     | –                 | –                 | –                 | –                 |
| 2016/17 | 40.    | 199    | –            | –            | 14.    | 199    | –                 | –                 | –                 | –                 |
| 2017/18 | 36.    | 224    | 51.          | 11           | 13.    | 213    | –                 | –                 | –                 | –                 |
| 2018/19 | 101.   | 41     | –            | –            | 48.    | 12     | 17.               | 29                | –                 | –                 |
| 2019/20 | 43.    | 167    | –            | –            | 12.    | 151    | –                 | –                 | 27.               | 16                |
| 2020/21 | 18.    | 349    | –            | –            | 8.     | 347    | nicht ausgetragen | nicht ausgetragen | 29.               | 2                 |
| 2021/22 | 21.    | 329    | –            | –            | 5.     | 307    | nicht ausgetragen | nicht ausgetragen | 12.               | 22                |
| 2022/23 | 35.    | 306    | –            | –            | 7.     | 306    | nicht ausgetragen | nicht ausgetragen | nicht ausgetragen | nicht ausgetragen |
| 2023/24 | 9.     | 532    | 53.          | 6            | 2.     | 526    | nicht ausgetragen | nicht ausgetragen | nicht ausgetragen | nicht ausgetragen |
| 2024/25 | 25.    | 314    | 49.          | 9            | 10.    | 305    | -                 | -                 | –                 | –                 |

### Weltcup
- 15 Podestplätze in Einzelrennen, davon 5 Siege:

| Datum           | Ort        | Land       | Disziplin  |
| --------------- | ---------- | ---------- | ---------- |
| 31. Januar 2017 | Stockholm  | Schweden   | City Event |
| 6. Januar 2021  | Zagreb     | Kroatien   | Slalom     |
| 25. Januar 2022 | Schladming | Österreich | Slalom     |
| 21. Januar 2024 | Kitzbühel  | Österreich | Slalom     |
| 24. Januar 2024 | Schladming | Österreich | Slalom     |

- 3 Podestplätze bei Mannschaftswettbewerben

### Europacup
- Saison 2014/15: 8. Slalomwertung
- Saison 2015/16: 5. Slalomwertung
- 10 Podestplätze, davon 3 Siege:

| Datum             | Ort        | Land     | Disziplin  |
| ----------------- | ---------- | -------- | ---------- |
| 14. Dezember 2013 | St. Vigil  | Italien  | City Event |
| 23. November 2014 | Levi       | Finnland | Slalom     |
| 29. November 2019 | Funäsdalen | Schweden | Slalom     |

### Juniorenweltmeisterschaften
- Crans-Montana 2011: 29. Riesenslalom
- Québec 2013: 34. Riesenslalom, 35. Super-G, 37. Abfahrt

### Weitere Erfolge
- 4 deutsche Meistertitel (Riesenslalom 2014 und 2017, Slalom 2017, Kombination 2017)
- 1 Podestplatz im Nor-Am Cup
- 2 deutsche Juniorenmeistertitel (Slalom 2011 und 2013)
- 2 Siege und Slalom-Disziplinenwertung im Australia New Zealand Cup 2017
- 11 Siege in FIS-Rennen

## Privates
Straßer heiratete im Sommer 2022 seine langjährige Freundin Maria Haimmerer. Im Dezember 2022 kam ihre gemeinsame Tochter zur Welt. Im Juli 2025 gab er die Geburt einer Tochter bekannt.